# Дженсен, Дэн
Дэниел Эрвин «Дэн» Дженсен (англ. Daniel Erwin „Dan“ Jansen; 17 июня 1965, Милуоки, Висконсин) — американский конькобежец, олимпийский чемпион 1994 года.
Дэн Дженсен был одним из сильнейших в мире спринтеров в конце 1980-х — начале 1990-х годов. Он множество раз выигрывал чемпионат мира и кубок мира в спринте.
На первой своей Олимпиаде 1984 года в Сараево Дэн Дженсен занял четвёртое место на дистанции 500 м (38,55) и 16-е на дистанции 1000 м (1:18,73).
Дженсен считался фаворитом на спринтерских дистанциях на Зимних Олимпийских играх 1988 года в Калгари. Но в день забегов на дистанцию 500 метров от лейкемии скончалась сестра Дженсена. Дженсен не смог сконцентрироваться на соревнованиях. Он упал на дистанциях 500 и 1000 метров.
На следующих олимпийских играх в 1992 году в Альбервиле Дженсен также был фаворитом, но вновь не завоевал ни одной медали, четвёртое место на 500 метров (37,46).
Единственную золотую медаль Дженсен завоевал на своей последней олимпиаде в 1994 году в Лиллехаммере. Он выиграл дистанцию 1000 метров с мировым рекордом. На дистанции 500 метров он занял восьмое место с результатом 36,68 секунд. На церемонии закрытия олимпийских игр 1994 года Дженсен был знаменосцем американской делегации. На этой олимпиаде тренером Дженсена был первый олимпийский чемпион на дистанции 1000 метров — Петер Мюллер.
За свою карьеру Дэн Дженсен одержал 46 побед на кубке мира и семь раз завоевывал кубок мира в общем зачете. Дженсен дважды в 1988 и 1994 годах выигрывал чемпионаты мира по спринту.
В 1993 году Дженсен первым из конькобежцев пробежал 500 метров быстрее 36 секунд — 35,92.
После окончания карьеры конькобежца Дженсен был комментатором на телевизионном канале NBC . С 2005 по 2007 годы Дэн Дженсен работал тренером по конькобежной подготовке в хоккейном клубе «Чикаго Блэкхокс».
В память о своей сестре Дженсен основал фонд, средства которого направляются на борьбу с лейкемией.

## Мировые рекорды
Дэн Дженсен — установил девять мировых рекордов:
- 500 метров — 36,41 (25 января 1992 года, Давос)
- 500 метров — 36,41 (19 марта 1993 года, Калгари)
- Сумма спринтерского многоборья — 145,580 (20 марта 1993 года, Калгари)
- 500 метров — 36,02 (20 марта 1993 года, Калгари)
- 500 метров — 35,92 (4 декабря 1993 года, Хамар)
- Сумма спринтерского многоборья — 144,815 (30 января 1994 года, Калгари)
- 500 метров — 35,76 (30 января 1994 года, Калгари)
- 500 метров — 36,02 (20 марта 1993 года, Калгари)
- 1000 метров — 1:12,43 (18 февраля 1994 года, Хамар)

## Лучшие результаты
Лучшие результаты Дэна Дженсена на отдельных дистанциях:
- 500 метров — 35,76 (30 января 1994 года, Калгари)
- 1000 метров — 1:12,43 (18 февраля 1994 года, Хамар)
- 1500 метров — 1:55,62 (13 марта 1993 год,  Херенвеен)
- 3000 метров — 4:25,63 (5 марта 1983 год, Сараево)
- 5000 метров — 7:50,22 (6 февраля 1982 год, Инцелль)